# Windows Insider
Windows Insider è un programma pubblico di collaudo software sviluppato da Microsoft. Consente agli utenti che possiedono una licenza valida di Windows 10, Windows Server 2016 o versioni successive, di iscriversi per ricevere in anteprima versioni ancora in sviluppo del sistema operativo (precedentemente accessibili solo agli sviluppatori).
Microsoft ha lanciato Windows Insider per sviluppatori, tester aziendali ed utenti esperti, allo scopo di testare nuove funzionalità su software e build pre-release. I riscontri ed i commenti forniti da questa comunità sono stati utili per migliorare il sistema operativo; grazie al contributo dei partecipanti al programma Insider, in collaborazione con il team di sviluppo Microsoft, è stato possibile rilasciare nuova versione del software migliorata.
Il lancio del programma è stato annunciato il 30 settembre 2014 insieme a Windows 10. A settembre 2015, oltre 7 milioni di persone hanno preso parte al programma Windows Insider. Il 12 febbraio 2015, Microsoft ha iniziato a testare le anteprime di Windows 10 Mobile e ha annunciato che il programma Windows Insider continuerà anche per gli aggiornamenti futuri di Windows 10.
A capo del programma Windows Insider troviamo, a partire da marzo 2020, Amanda Langowski. Precedentemente, a presiedere tale funzione, troviamo Gabriel Aul (Da settembre 2014 a giugno 2016) e Dona Sarkar (Da giugno 2016 a marzo 2020).

## Storia
Microsoft ha lanciato in origine Windows Insider per tester aziendali e utenti esperti, raccogliendo feedback per migliorare le funzionalità integrate in Windows 10. Al momento del lancio ufficiale di Windows 10 per PC, sono stati registrati un totale di 5 milioni di volontari su Windows 10 e Windows 10 Mobile. Questi sono stati anche tra i primi a ricevere l'aggiornamento ufficiale di Windows 10.
Con il rilascio di Windows 10, l'app Windows Insider è stata unita all'app Impostazioni e ciò ha permesso di installarne un'anteprima creando una funzionalità opzionale a cui è possibile accedere direttamente da Windows 10.
Nel maggio 2017, Microsoft ha annunciato che il programma si sarebbe esteso a Windows Server 2016. La prima build di Insider per questo sistema operativo è stata rilasciata il 13 luglio 2017.
Il 24 giugno 2021, Microsoft ha annunciato che il programma si sarebbe esteso a Windows 11, con i canali Dev e Beta che sarebbero passati al nuovo sistema operativo. La prima build Insider per Windows 11 è stata rilasciata il 28 giugno 2021 per il canale Dev.

## Canali
Gli aggiornamenti del programma Windows Insider sono distribuiti ai tester tramite diversi canali (definiti tali a partire dal 15 giugno 2020: precedentemente erano chiamati "ring", ovvero "anelli"), e vengono utilizzati per valutare la qualità del software man mano che viene reso disponibile a un numero di destinatari sempre più ampio. Gli insider nel canale Dev (precedentemente chiamato Fast ring) ricevono aggiornamenti prima di quelli nel canale Beta (precedentemente chiamato Slow ring), ma potrebbero riscontrare più bug e altri problemi.
A febbraio 2016, venne introdotto il canale Release Preview (precedentemente chiamato Release Preview ring).
Il 5 novembre 2019, venne abbandonato l'anello Skip Ahead dal programma Windows Insider, affermando che "Il nostro obiettivo è fornire a tutti nell'anello Fast le build più fresche allo stesso tempo".
Il 6 marzo 2023, venne annunciato che il Canary Channel è ora disponibile al pubblico, consentendo agli utenti di provare build "fresche di stampa" che includono funzionalità sperimentali e all'avanguardia.
| Canale          | Disponibilità | Descrizione |
| --------------- | ------------- | --- |
| Selfhost        | Interno       | Disponibile solo per gli sviluppatori Microsoft, è il canale più instabile di tutti. Qui vengono convalidate le build che superano solo i test automatizzati di base per il canale Canary, aperto al pubblico. |
| Canary          | Pubblico      | È il canale più instabile aperto al pubblico, le cui build vengono rilasciate con documentazione limitata o assente e il cui ciclo di sviluppo è in fase iniziale con il codice più recente. Queste build non sono legate a nessuna versione di Windows specifica.                                                                              |
| Dev             | Pubblico      | Più stabile del canale Canary, anche queste build non sono legate a nessuna versione di Windows specifica. All'approcciarsi di una nuova versione, il canale Dev passa per qualche settimana su quel ramo. Quando il ramo in sviluppo passa in Beta, Dev torna al ramo generico.                                                                |
| Microsoft       | Interno       | Più stabile dei canali precedenti, è l'ultima fase non pubblica e viene implementata a livello aziendale per la convalida e la correzione di bug prima che entri nel canale Beta. |
| Beta            | Pubblico      | Le build in questo canale sono legate alla prossima versione di Windows in uscita. Sono solitamente molto stabili, con aggiornamenti meno frequenti. |
| Release Preview | Pubblico      | Questo canale consente di accedere rapidamente alle patch e alle correzioni per le build attuali. In questo canale vengono anche pubblicate le versioni RTM del sistema operativo prima dei canali mainstream. Non fornisce nuove funzionalità come nel canale Beta, rendendolo più sicuro e meno soggetto a errori rispetto agli altri canali. |

## Dispositivi supportati

### Processori supportati
Il 17 luglio 2017 alcuni utenti hanno segnalato che Windows 10 Creators Update non poteva essere installato su PC e tablet con processori Intel Atom "Clover Trail". Inizialmente sembrava potesse essere un blocco temporaneo, e i partner Microsoft e hardware lavorarono per risolvere i problemi che impedivano al sistema operativo di funzionare correttamente su tali processori. Successivamente Microsoft ha confermato che i dispositivi che si basano su processori Intel Atom "Clover Trail" non erano in grado di gestire Creators Update, in quanto i processori non erano più supportati da Intel e non disponevano del firmware appropriato per eseguire correttamente versioni di Windows 10 più recenti rispetto ad Anniversary Update.
I seguenti processori non sono più supportati,  e rimarranno con la versione Windows 10 Anniversary Update:
- Atom Z2760
- Atom Z2520
- Atom Z2560
- Atom Z2580

Poiché i PC con processori non supportati non potevano ricevere aggiornamenti di nuove funzionalità, Microsoft ha accettato di estendere il supporto per questi PC con correzioni di bug e aggiornamenti di sicurezza per l'ultima versione compatibile di Windows 10.
Neanche le versioni di Windows 10 pubblicate prima dell'uscita delle CPU sono supportate e le installazioni per tali sistemi operativi potrebbero essere bloccate. Ad esempio, Windows 10 versione 1507 LTSB non si potrà installare sui processori Kaby Lake.

### Smartphone supportati
Microsoft ha inizialmente lanciato Windows 10 Technical Preview per alcuni telefoni di terza generazione (serie x30) della famiglia Lumia e successivamente l'ha resa disponibile ai dispositivi di seconda generazione (serie x20) durante tutta la fase di test. Alcuni utenti hanno hackerato i loro telefoni non Lumia (che non erano supportati al momento) per scaricare le build di anteprima. Microsoft ha reagito bloccando tutti i modelli non supportati. Per ripristinare Windows 10 Technical Preview installata su Windows Phone 8.1, l'azienda ha lanciato lo strumento di ripristino dei dispositivi Windows che rimuove Windows 10 e ripristina l'ultimo software e firmware ufficialmente supportato.
L'anteprima della build 10080, uscita il 14 maggio 2015, è stata la prima a supportare un dispositivo non Lumia, l'HTC One M8 per Windows. Questo è stato seguito da Xiaomi che, in collaborazione con Microsoft, ha pubblicato un porting della ROM di Windows 10 sul Mi 4 il 1º giugno 2015. A quel tempo, l'utilizzo era limitato ad alcuni utenti registrati in Cina. La build 10080 e la successiva build 10166 hanno anche aggiunto il supporto per i dispositivi Lumia (x40 series) di quarta generazione. Di conseguenza, tutti i telefoni compatibili con Windows Phone 8 o versioni successive di Lumia ora supportano l'anteprima.
Nell'agosto 2015, Microsoft ha dichiarato che mentre tutti i dispositivi Windows Phone, inclusi quelli dei nuovi partner hardware di Microsoft annunciati l'anno precedente, avrebbero ricevuto la versione finale di Windows 10 Mobile, non tutti avrebbero ricevuto la build di anteprima tramite il programma Insider. Tuttavia, la società non ha fornito alcuna informazione al momento in merito all'aggiunta di nuovi dispositivi al programma di anteprima. Microsoft si è invece concentrata sulla promozione di nuovi dispositivi dotati di Windows 10 Mobile, tra cui i loro top di gamma Lumia 950 e Lumia 950 XL e Lumia 550 e Lumia 650 a basso costo. Dalla loro uscita, questi nuovi dispositivi Windows 10 sono diventati idonei a ricevere aggiornamenti futuri in anticipo tramite il programma Insider, a partire dalla build 10586 del 4 dicembre 2015. Anche LG Lancet basato su Windows ha ricevuto questa versione ma da allora non è stata più aggiornata.
Il 19 febbraio 2016, Microsoft ha pubblicato la prima anteprima "Redstone" di Windows 10 Mobile, build 14267. A partire da questa build, le future versioni di anteprima sono diventate disponibili esclusivamente per i dispositivi che stavano già eseguendo un'anteprima non-Insider del sistema operativo, fatta eccezione per la versione ROM Mi4. Questa è stata seguita dalla build 14291, disponibile per dispositivi Windows 10 esistenti il 17 marzo 2016 in concomitanza con la versione ufficiale di RTM di Windows 10 Mobile a Lumias di terza e quarta generazione. La settimana seguente, divenne disponibile per gli appena aggiornati vecchi Lumia, oltre a diversi altri dispositivi già su Windows 10 Mobile al momento.
Tutti i dispositivi supportati hanno successivamente ricevuto build di anteprima di Insider fino al build 15063, il "Creators Update", pubblicato il 20 marzo 2017. Questo includeva la versione ufficiale della build 14393, l '"Anniversary Update", il 2 agosto 2016. Tuttavia, è stato annunciato nell'aprile 2017 che molti dispositivi, tra cui tutti i Lumia di terza generazione, non avrebbero ricevuto la versione RTM di Creators Update e ulteriori build di sviluppo "Redstone", a seguito del feedback degli utenti. Dei dispositivi che rimangono supportati, quasi tutti, tranne Lumia 640 e la sua variante XL, erano originariamente forniti con Windows 10 Mobile invece di Windows Phone 8.1.
| Azienda                       | Dispositivo                                        | RTM                           | Anniversary Update            | Creators Update               | Creators Update               |
| Azienda                       | Dispositivo                                        | RTM                           | Anniversary Update            | Prima uscita                  | Seconda uscita                |
| Dispositivi Windows 10 Mobile | Dispositivi Windows 10 Mobile                      | Dispositivi Windows 10 Mobile | Dispositivi Windows 10 Mobile | Dispositivi Windows 10 Mobile | Dispositivi Windows 10 Mobile |
| ----------------------------- | -------------------------------------------------- | ----------------------------- | ----------------------------- | ----------------------------- | ----------------------------- |
| Acer                          | Liquid Jade Primo                                  | No                            | Si                            | Si                            | No                            |
| Alcatel                       | Fierce XL                                          | No                            | Si                            | Si                            | Forse                         |
| Alcatel                       | Idol 4s                                            | No                            | Si                            | Si                            | Forse                         |
| HP                            | Elite x3                                           | No                            | Si                            | Si                            | Forse                         |
| MCJ                           | Madosma Q501                                       | No                            | Si                            | Si                            | No                            |
| MCJ                           | Madosma Q601                                       | No                            | No                            | Si                            | Forse                         |
| Microsoft Mobile              | Lumia 550                                          | Si                            | Si                            | Si                            | Forse                         |
| Microsoft Mobile              | Lumia 650                                          | Si                            | Si                            | Si                            | Forse                         |
| Microsoft Mobile              | Lumia 950                                          | Si                            | Si                            | Si                            | Forse                         |
| Microsoft Mobile              | Lumia 950 XL                                       | Si                            | Si                            | Si                            | Forse                         |
| SoftBank                      | 503LV                                              | No                            | No                            | Si                            | Forse                         |
| Trinity                       | NuAns Neo                                          | No                            | No                            | Si                            | Forse                         |
| Vaio                          | VPB051                                             | No                            | No                            | Si                            | No                            |
| Vaio                          | Phone Biz                                          | No                            | No                            | Si                            | Forse                         |
| Dispositivi Windows Phone 8.1 |                                                    |                               |                               |                               |                               |
| BLU                           | Win HD W510U                                       | No                            | Si                            | Si                            | No                            |
| BLU                           | Win HD LTE X150Q                                   | No                            | Si                            | Si                            | No                            |
| HTC                           | One M8                                             | Si                            | No                            | No                            | No                            |
| LG                            | Lancet                                             | Si                            | No                            | No                            | No                            |
| Nokia/ Microsoft Mobile       | Lumia 430-series Incluse serie 430 e 435           | Si                            | Si                            | Si                            | No                            |
| Nokia/ Microsoft Mobile       | Lumia 520-series Incluse serie 520, 521, 525 e 526 | Si                            | No                            | No                            | No                            |
| Nokia/ Microsoft Mobile       | Lumia 530                                          | Si                            | No                            | No                            | No                            |
| Nokia/ Microsoft Mobile       | Lumia 532                                          | Si                            | Si                            | Si                            | No                            |
| Nokia/ Microsoft Mobile       | Lumia 535                                          | Si                            | Si                            | Si                            | No                            |
| Nokia/ Microsoft Mobile       | Lumia 540                                          | Si                            | Si                            | Si                            | No                            |
| Nokia/ Microsoft Mobile       | Lumia 620                                          | Si                            | No                            | No                            | No                            |
| Nokia/ Microsoft Mobile       | Lumia 625                                          | Si                            | No                            | No                            | No                            |
| Nokia/ Microsoft Mobile       | Lumia 630-series Incluse serie 630, 635, 636 e 638 | Si                            | Si                            | Si                            | No                            |
| Nokia/ Microsoft Mobile       | Lumia 640                                          | Si                            | Si                            | Si                            | Forse                         |
| Nokia/ Microsoft Mobile       | Lumia 640 XL                                       | Si                            | Si                            | Si                            | Forse                         |
| Nokia/ Microsoft Mobile       | Lumia 720                                          | Si                            | No                            | No                            | No                            |
| Nokia/ Microsoft Mobile       | Lumia 730                                          | Si                            | Si                            | Si                            | No                            |
| Nokia/ Microsoft Mobile       | Lumia 735                                          | Si                            | Si                            | Si                            | No                            |
| Nokia/ Microsoft Mobile       | Lumia 810                                          | Si                            | No                            | No                            | No                            |
| Nokia/ Microsoft Mobile       | Lumia 820                                          | Si                            | No                            | No                            | No                            |
| Nokia/ Microsoft Mobile       | Lumia 822                                          | Si                            | No                            | No                            | No                            |
| Nokia/ Microsoft Mobile       | Lumia 830                                          | Si                            | Si                            | Si                            | No                            |
| Nokia/ Microsoft Mobile       | Lumia 920                                          | Si                            | No                            | No                            | No                            |
| Nokia/ Microsoft Mobile       | Lumia 925                                          | Si                            | No                            | No                            | No                            |
| Nokia/ Microsoft Mobile       | Lumia 928                                          | Si                            | No                            | No                            | No                            |
| Nokia/ Microsoft Mobile       | Lumia Icon                                         | Si                            | Si                            | Si                            | No                            |
| Nokia/ Microsoft Mobile       | Lumia 930                                          | Si                            | Si                            | Si                            | No                            |
| Nokia/ Microsoft Mobile       | Lumia 1020                                         | Si                            | No                            | No                            | No                            |
| Nokia/ Microsoft Mobile       | Lumia 1320                                         | Si                            | No                            | No                            | No                            |
| Nokia/ Microsoft Mobile       | Lumia 1520                                         | Si                            | Si                            | Si                            | No                            |
| ROM per dispositivi MIUI      |                                                    |                               |                               |                               |                               |
| Xiaomi                        | Mi4                                                | Si                            | Si                            | Si                            | No                            |